# Чјерна на Тиси
Чјерна на Тиси (слч. Čierna nad Tisou, мађ. Tiszacsernyő) град је у Словачкој, који се налази у оквиру Кошичког краја, где је у саставу округа Требишов.
Чјерна на Тиси је данас највише позната по историјском сусрету између Александра Дубчека и Леонида Брежњева 1968. године на градској железничкој станици. Како су преговори током сусрета пропали, то је био увод у напад Варшавског пакта на Чехословачку.

## Географија
Чјерна на Тиси је смештена у крајње југоисточном делу државе, близу државне тромеђе са Мађарском и Украјином - 4 km југоисточно од града. Главни град државе, Братислава, налази се 500 km западно од града.
Рељеф: Чјерна на Тиси се развила у крајње североисточном делу Панонске низије, па је њено окружење изразито равничарско. Град је положен на приближно 100 m надморске висине, што је најниже међу свим градовима Словачке.
Клима: Клима у Чјерној на Тиси је умерено континентална.
Воде: Чјерна на Тиси се развила недалеко од Тисе (око 5 km). Река Тиса протиче кроз Словачку дужном од само 4 km и то као гранична река ка суседној Мађарској.

## Историја
Људска насеља на овом простору везују се још за време праисторије. Међутим, данашње насеље је настало тек 1828. године.
Крајем 1918. Чјерна на Тиси је постао део новоосноване Чехословачке. У времену 1938-44. године град је био припојен Хортијевој Мађарској, али је поново враћен Чехословачкој после рата. После рата (1946. године) насеље је добило градска права. 1968. године на градској железничкој станици је дошло до историјског сусрета између Александра Дубчека и Леонида Брежњева, који су били увод у напад Варшавског пакта на Чехословачку. У време комунизма град је нагло индустријализован, па је дошло до наглог повећања становништва. После осамостаљења Словачке град је постао њено општинско средиште, али је дошло до привредних тешкоћа у време транзиције.

## Становништво
| Година:    | 1994. | 2004.    | 2014.    | 2024.   |
| ---------- | ----- | -------- | -------- | ------- |
| Број људи: | 5032  | 4390     | 3683     | 3367    |
| Разлика:   |       | -12,75 % | -16,10 % | -8,57 % |

| Година:    | 2023. | 2024.   |
| ---------- | ----- | ------- |
| Број људи: | 3406  | 3367    |
| Разлика:   |       | -1,14 % |

Данас Чјерна на Тиси има испод 4.000 становника и последњих година број становника осетно опада. У раздобљу 2000-2010. година град је изгубио око 1.000 или преко 20% становника. 
Етнички састав: По попису из 2001. састав је следећи:
- Мађари - 60,1%,
- Словаци - 33,5%,
- Роми - 5,3%,
- Мађари - 1,5%,
- остали.

## Партнерски градови
- Захоњ
- Ајак
- Чоп